# Корабни изпитания
Корабни изпитания (Изпитания на плавателен съд) са практическото определяне на тактико-техническите елементи и експлоатационните качества на кораб (плавателен съд). Изпитанията на кораба се правят след неговото построяване, модернизация, преоборудване и ремонт: те биват швартови, заводски ходови и държавни (приемни за неголеми съдове серийна постройка, кораби и съдове, преминали ремонт и/или модернизация).

## Видове изпитания на кораб
Държавни изпитания на кораб се провеждат от държавна комисия с цел всестранна проверка на качествата на построения кораб и съответствието на неговите тактико-технически елементи на утвърдения проект. Приемните изпитания се провеждат от приемна комисия.
Заводски ходови изпитания на кораб се провеждат с цел проверка в ходови условия на основните характеристики на бойните и техническите средства и на целия кораб за съответствие с утвърдените тактико-технически елементи, спецификациите на кораба, схемите, техническото описание и инструкциите за експлоатация, формулярите и техническите условия. Ходовите изпитания са един от важните елементи, завършващи процеса на строителството на съдовете и корабите, и правилното изпълнение на ред ремонтни, възстановителни и реконструкционни работи. 

В хода на ходовите изпитания, в условията на реален морски преход, се проверяват надеждността и жизнедеятелността на енергетичните установки, навигационното оборудване и другите системи на съдовото оборудване, а също така управляемостта, устойчивостта, загубата на скорост (ходкост) и инерцията. В ред случаи, за успешното преминаване на ходовите изпитания, съдовете и корабите се проверяват в различни климатични и метео условия. В зависимост от назначените ходови изпитания, тяхната продължителност може да съставлява от няколко часа до няколко денонощия. Също така е възможно провеждането на цели серии от ходови изпитания за контрол, проверка и напасване на различните елементи на съдовото оборудване.
Швартови изпитания на кораб се провеждат с цел определяне в действие на основните характеристики на бойните и техническите средства и на целия кораб за съответствието им със спецификацията на кораба, техническите условия, чертежите, схемите, описанията и инструкциите по експлоатация.